# Entrecôte

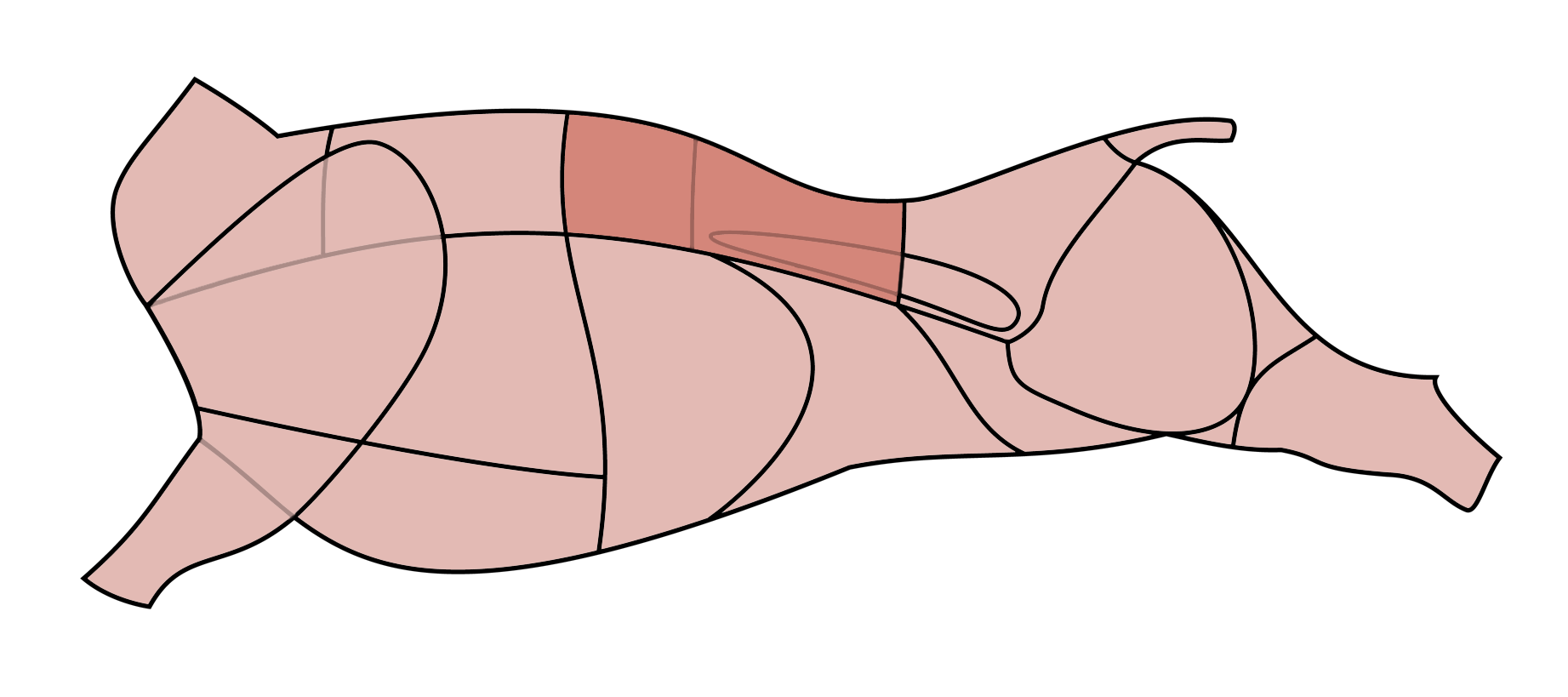
Zwischenrippenstück (dunkel) mit der Hochrippe als vorderem (linkem) und dem Roastbeef als hinterem (rechtem) Teilstück.

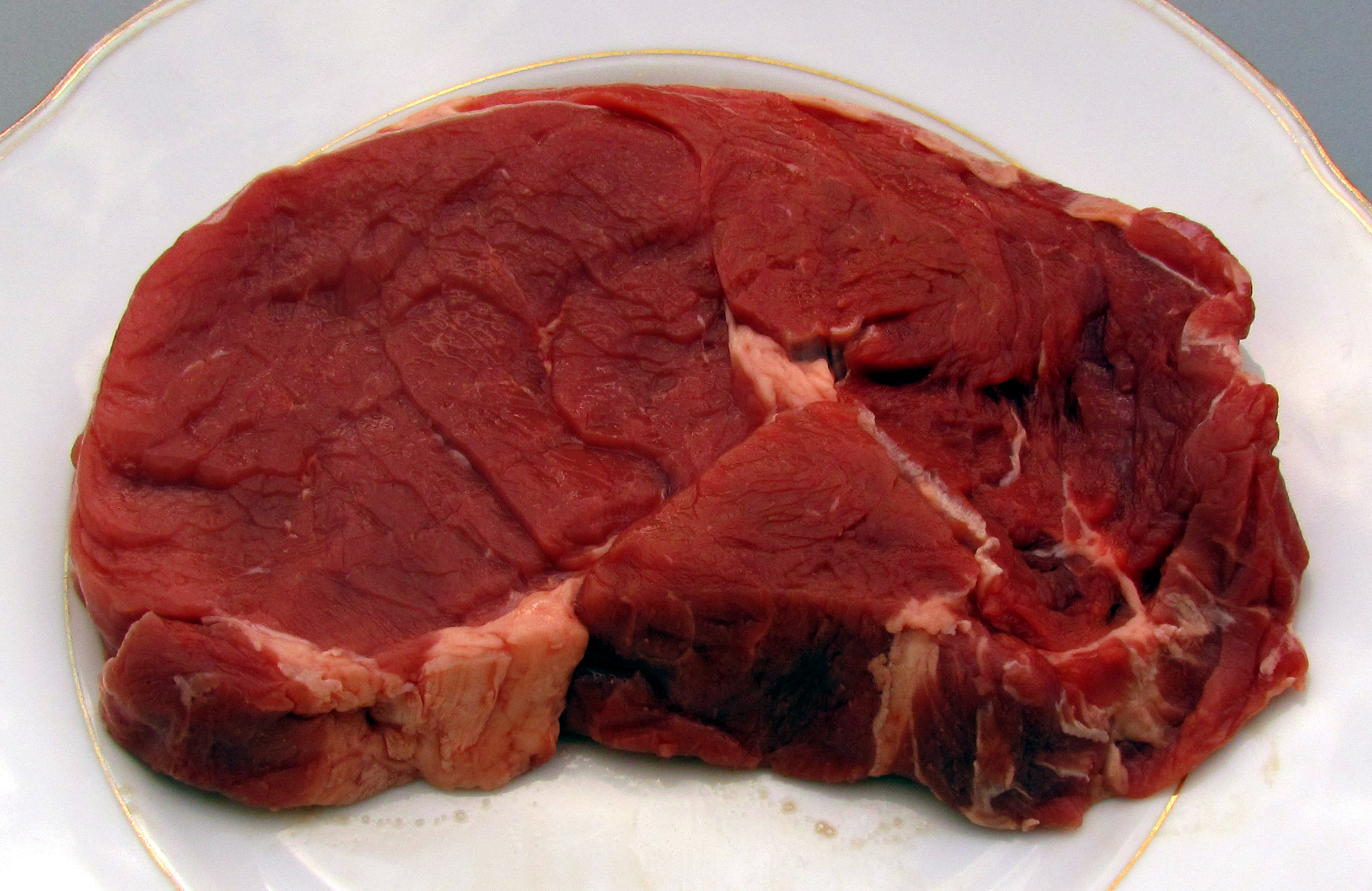
Entrecôte von einem Charolais-Rind

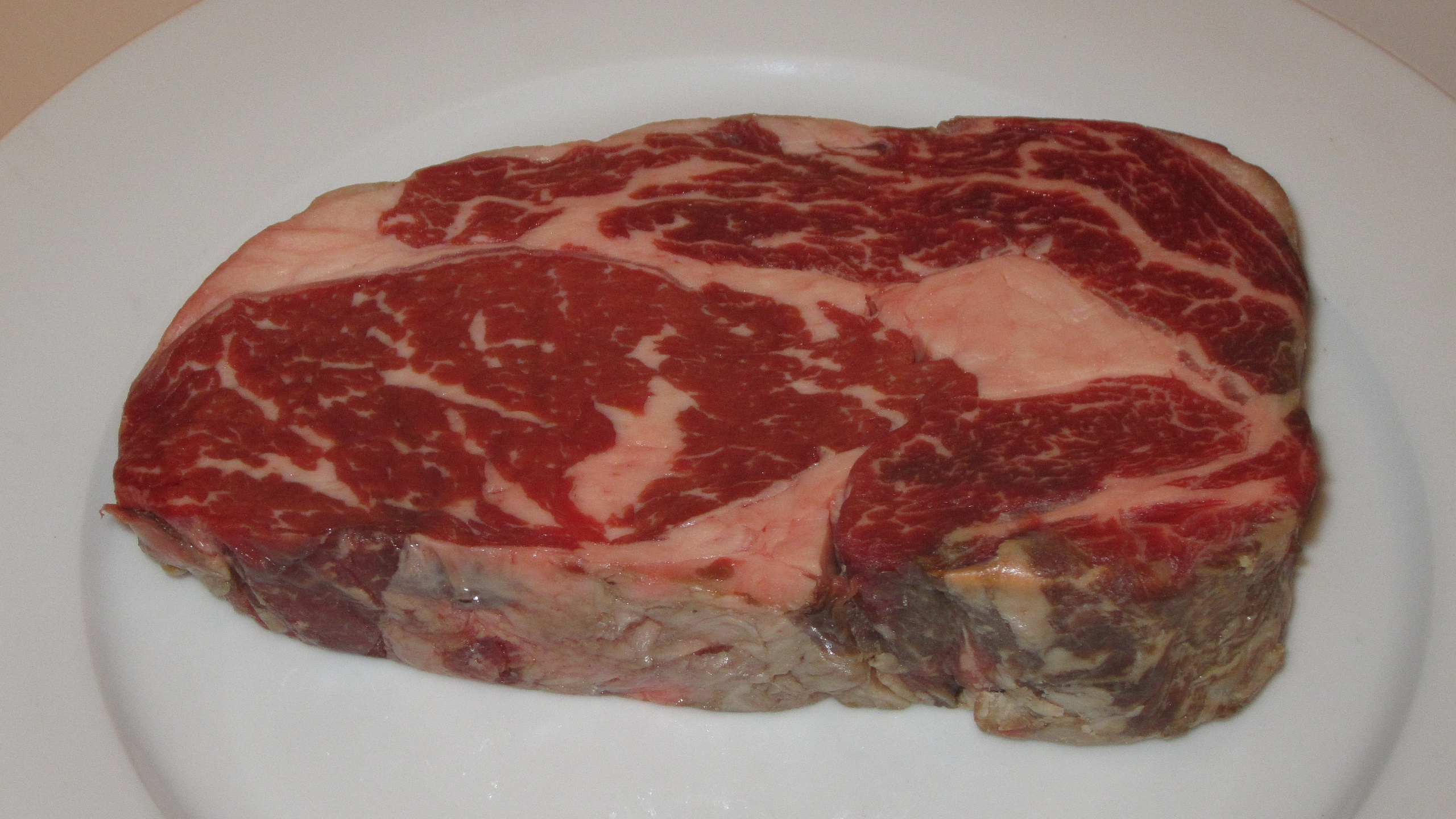
Entrecôte von einem Angus-Rind mit der typischen Marmorierung, die ein Qualitätsmerkmal darstellt

Das Entrecôte (französisch entre ‚zwischen‘, côte ‚Rippe‘; gesprochen [ãtʀəˈkoːt]) ist ein Steak aus dem Zwischenrippenstück des Rinds, ähnlich dem Rib-Eye-Steak bei der englischen Art der Fleischzerlegung.
Je nach Verwendung hat das Fleisch ein Gewicht von 350 bis 550 Gramm und ist vier bis sechs Zentimeter dick.
In der modernen Küche wird der Begriff auch für andere Fleischgerichte und als Fleisch manchmal auch das ganze Roastbeef verwendet, und das Portionsgewicht wird den Ernährungsgewohnheiten entsprechend auf 200 bis 300 Gramm reduziert.

## Varianten
- Entrecôte double: Ein Stück wird für zwei Portionen zubereitet.
- Béarner Art: Gegrilltes Entrecôte, mit Fleischextrakt glaciert und mit Sauce béarnaise und Schlosskartoffeln serviert.
- Bordelaiser Art: Gegrilltes Entrecôte, mit Rindermarkscheiben belegt und mit Petersilie und Brunnenkresse gewürzt, mit Kroketten und Sauce bordelaise serviert.
- Tiroler Art: Gegrilltes Entrecôte, mit gedünsteten Zwiebeln und Pfeffersauce bedeckt und mit Nudeln und gedünsteten Tomaten serviert.